# Liste der Monuments historiques in Franxault
Die Liste der Monuments historiques in Franxault führt die Monuments historiques in der französischen Gemeinde Franxault auf.

## Liste der Objekte
| Bezeichnung             | Beschreibung                               | Standort                         | Kennzeichnung | Schutzstatus | Datum | Bild |
| ----------------------- | ------------------------------------------ | -------------------------------- | ------------- | ------------ | ----- | ---- |
| Skulptur Dreifaltigkeit | Holz, farbig gefasst, 16. Jahrhundert      | in der Kirche Ste-Trinité (Lage) | PM21001266    | Classé       | 1962  |      |
| Pietà                   | Kalkstein, farbig gefasst, 16. Jahrhundert | in der Kirche Ste-Trinité (Lage) | PM21001267    | Classé       | 1962  |      |